# Diocesi di Sebastopoli di Tracia
La diocesi di Sebastopoli di Tracia (in latino: Dioecesis Sebastopolitana in Thracia) è una sede soppressa e sede titolare della Chiesa cattolica.

## Storia
Sebastopoli di Tracia, identificabile con Sanacklar, è un'antica sede vescovile della provincia romana di Tracia nella diocesi civile omonima. Faceva parte del patriarcato di Costantinopoli ed era suffraganea dell'arcidiocesi di Filippopoli.
La sede non è menzionata dal Le Quien nell'opera Oriens Christianus e nessun vescovo è documentato dalle fonti antiche. Essa appare per la prima ed unica volta in una lista di vescovati di Tracia della metà del VII secolo. La diocesi dovette scomparire poco dopo la redazione della Notitia, in seguito all'occupazione della regione ad opera dei Bulgari, ancora pagani, nella seconda metà del VII secolo, che mise fine all'organizzazione ecclesiastica bizantina.
Sebastopoli di Tracia è annoverata tra le sedi vescovili titolari della Chiesa cattolica; la sede è vacante dal 24 aprile 1978.

## Cronotassi dei vescovi titolari
I vescovi di Sebastopoli di Tracia appaiono confusi con i vescovi di Sebastopoli di Armenia, perché nelle fonti citate le cronotassi delle due sedi non sono distinte.
- Buenaventura Moyano Rodríguez † (22 dicembre 1800[2] - 23 febbraio 1801 nominato vescovo di Palencia)
- Sebastián Rodríguez de Viezna † (20 giugno 1803 - prima del 21 marzo 1831 deceduto)
- John Baptist Butt † (9 aprile 1897 - 1º novembre 1899 deceduto)
- Sante Mei † (16 dicembre 1907 - 23 maggio 1909 deceduto)
- Andrés Sapelak, S.D.B. † (14 agosto 1961 - 24 aprile 1978 nominato eparca di Santa Maria del Patrocinio in Buenos Aires)